# Hymenophyllum malingii
Hymenophyllum malingii là một loài dương xỉ trong họ Hymenophyllaceae. Loài này được Mett. mô tả khoa học đầu tiên.